# 6464 Kaburaki
6464 Kaburaki este un asteroid din centura principală de asteroizi.

## Descriere
6464 Kaburaki este un asteroid din centura principală de asteroizi. A fost descoperit pe 1 februarie 1994 la Yatsugatake de Yoshio Kushida și Osamu Muramatsu. Asteroidul prezintă o orbită caracterizată de o semiaxă mare de 3,01 ua, o excentricitate de 0,06 și o înclinație de 11,7° în raport cu ecliptica.